# Euphorbia schottiana
Euphorbia schottiana är en törelväxtart som beskrevs av Pierre Edmond Boissier. Euphorbia schottiana ingår i släktet törlar, och familjen törelväxter.
Artens utbredningsområde är Turkiet. Inga underarter finns listade i Catalogue of Life.